# グランドメゾン上町台 ザ・タワー
グランドメゾン上町台 ザ・タワー (グランドメゾンうえまちだい ザ・タワー) は、大阪府大阪市中央区内久宝寺町にある超高層マンション。

## 建築概要
- 階数：地上40階
- 高さ：130.69メートル
- 総戸数：244戸
- 施主：積水ハウス
- 設計：IAO竹田設計, 鴻池組
- 施工：鴻池組

## 近隣施設
- 上町メディカルテラス
- 国立病院機構大阪医療センター
- 大槻能楽堂
- グランドメゾン上町台レジデンスタワー
- 大阪府警察本部
- 大阪放送会館
- NHK大阪ホール
- 大阪家庭裁判所
- 大阪管区気象台
- 大阪カテドラル聖マリア大聖堂